# Lita Grey

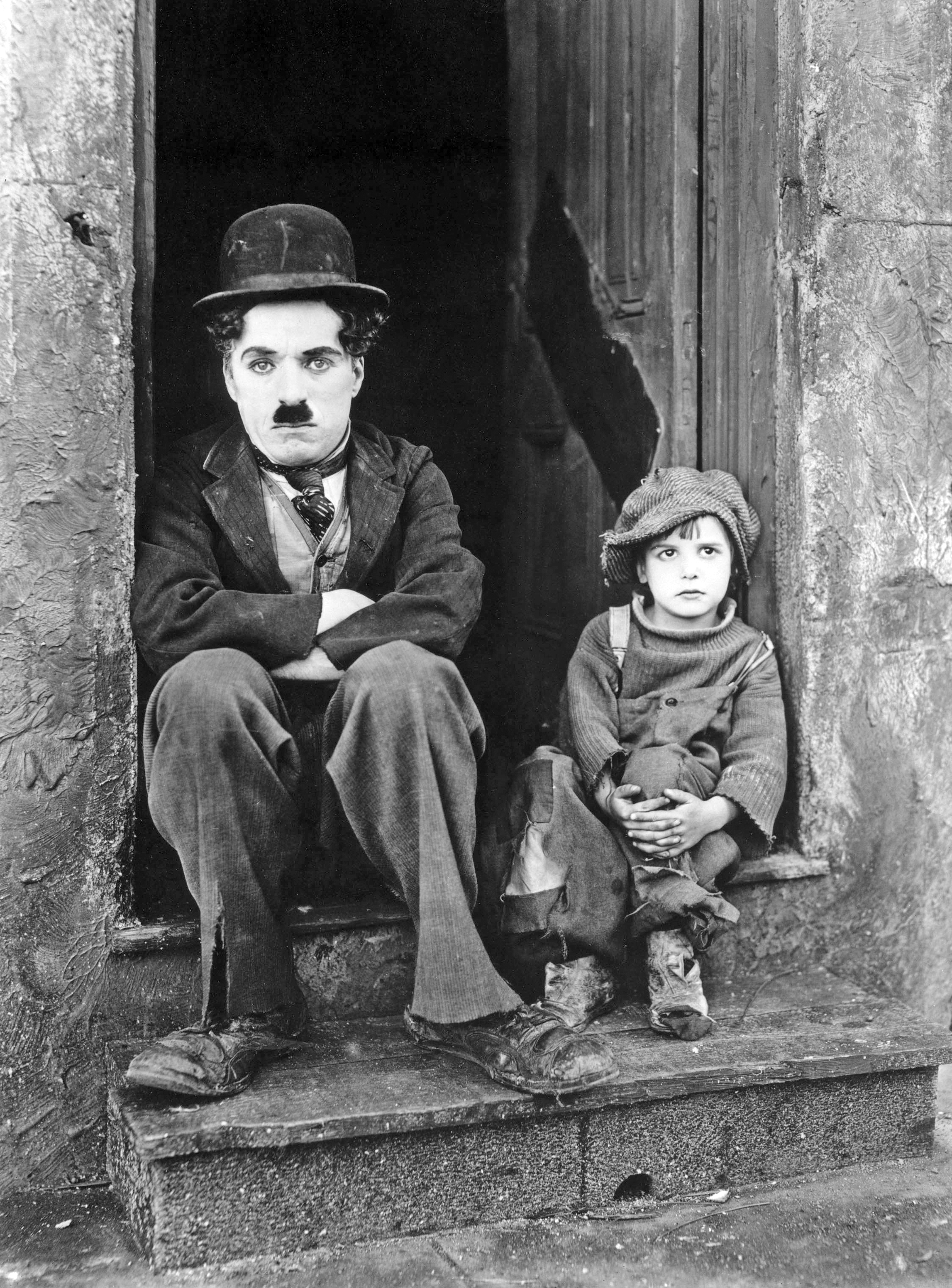
Charlie Chaplin i Jackie Coogan w filmie „The Kid” („Brzdąc”)

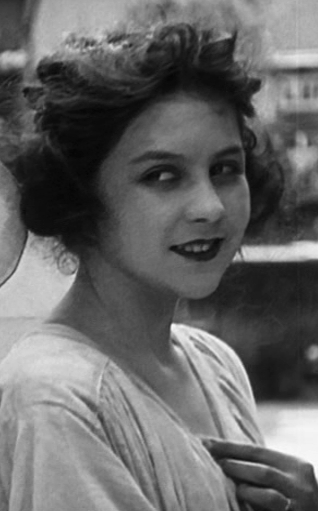
Lita Grey w filmie „The Kid” („Brzdąc”)

Lita Grey, właśc. Lillita Louise MacMurray (ur. 15 kwietnia 1908 w Los Angeles, zm. 29 grudnia 1995 tamże) – amerykańska aktorka, najbardziej znana z roli aniołka w filmie Brzdąc.
Żona Charliego Chaplina (1924–1927) i matka Charlesa Jr. (ur. 1925) i Sydneya Chaplina (ur. 1926).

## Życiorys
W 1920 została zaangażowana do filmu Brzdąc i uczestniczyła w realizacji jednej ze scen końcowych, w której ukazuje się jako anioł we śnie przybranemu ojcu 5-letniego Johna (Jackie Coogan). Film wszedł na ekrany w roku 1921 i odniósł sukces.
W 1924, gdy miała 16 lat, została drugą żoną Charliego Chaplina. Mąż zamierzał powierzyć jej rolę fordanserki Georgii w filmie Gorączka złota, jednak ostatecznie zagrała ją Georgia Hale, a Lita – będąca wówczas w ciąży – otrzymała rolę drugoplanową. W maju 1925 roku urodziła syna, Charlesa Jr., a w marcu 1926 – Sydneya. W sierpniu 1927 rozwiodła się z Chaplinem, za przyczynę rozpadu małżeństwa podając zdrady męża. Wielostronicowy pozew rozwodowy Grey stał się sensacją roku. W następstwie skargi rozwodowej otrzymała od Chaplina 600 tys. dolarów – największą sumę, jaka została przyznana przez sąd do tego czasu. W tym samym roku podpisała kontrakt z Davidem Butlerem na produkcję filmu, w którym miała wystąpić z synami (6 i 7 lat), jednak z powodu sprzeciwu Chaplina, uwzględnionego przez sąd, nie doszło do realizacji tego filmu.
W następnych latach była jeszcze trzykrotnie zamężna; jej mężami byli kolejno: Henry Aguirre, Arthur Day, Pat Long. Występowała w Stanach Zjednoczonych i w Europie, m.in. Radio Keith Orpheum. Odeszła z show-biznesu w 1947. Zmarła w grudniu 1995 r. na raka.
Biograf Chaplina Joyce Milton wysunął tezę, że postać Lity Grey mogła być inspiracją Lolity Vladimira Nabokova.

## Filmografia
Filmy według Filmweb:
- 1921 – „The Kid” („Brzdąc”),
- 1921 – „The Idle Class” („Nieroby”),
- 1925 – „The Gold Rush” („Gorączka złota”),
- 1933 – „Seasoned Greetings”,
- 1949 – „The Devil’s Sleep”.